# Conioscinella alpigena
Conioscinella alpigena är en tvåvingeart som först beskrevs av Gabriel Strobl 1909.  Conioscinella alpigena ingår i släktet Conioscinella och familjen fritflugor. Inga underarter finns listade i Catalogue of Life.